# آنکارا اکسپرس
آنکارا اکسپرس (انگلیسی: Ankara Express) یک خط قطار مسافربری در ترکیه بود که به صورت روزانه مسافران را از استانبول به آنکارا و بالعکس جابجا می‌کرد.